# Classe Baynunah
La Classe Baynunah est une classe émiratie de corvettes rapides lance-missiles, multimissions et furtives, construite par les Constructions mécaniques de Normandie sur son modèle, la classe Combattante BR71, et par Abu Dhabi Ship Building. La mission des six bâtiments de la classe est la patrouille dans les eaux territoriales et de la zone économique exclusive, la surveillance de surface et aérienne, l'interception des forces ennemies, la protection des ports, le soutien d'engagement des forces terrestres et le mouillage de mines. Livrée entre 2009 et 2014, la classe Baynunah remplace les patrouilleurs de classe Ardhana.

## Historique
Le ministère de la Défense des Émirats arabes unis commande le 24 décembre 2003 auprès de Abu Dhabi Ship Building quatre bâtiments de classe Baynunah puis, le 9 juillet 2005, un nouveau lot de 2 bâtiments. Le premier bâtiment, Baynunah, est construit à Cherbourg par l'entreprise française Constructions mécaniques de Normandie, également chargée de l'intégration du système d'armes, de la logistique et de la formation du personnel pour les cinq autres bâtiments, qui sont construits par Abu Dhabi Ship Building via un transfert de technologie,.
Le coût du programme est estimé en 2009 à 3 milliards de Dirham des Émirats arabes unis (591 millions d'euros en octobre 2010) pour les six navires soit un coût unitaire estimé de l’ordre de 136 millions de dollars.

## Navires
| Numéro | Nom       | Commande | Lancement       | Entrée en service actif | Fin de vie | Remarque                  |
| ------ | --------- | -------- | --------------- | ----------------------- | ---------- | ------------------------- |
| P-171  | Baynunah  | 2003     | 24 juin 2010    | mi-2011                 | nc         | Mise en chantier en 2005. |
| P-172  | Al Hessen | 2003     | 22 juillet 2010 | 2012                    | nc         |                           |
| P-173  | Al Dhafra | 2003     | 5 avril 2011    | 2013                    | nc         |                           |
| P-174  | Mezyad    | 2003     | 16 février 2012 | 2014                    | nc         |                           |
| P-175  | Al Jahili | 2005     |                 |                         | nc         |                           |
| P-176  | Al Hili   | 2005     |                 |                         | nc         | Livraison en 2014.        |

## Engagement dans la guerre du Yémen
Pendant la guerre du Yémen, au moins une corvette de la classe Baynunah participe au blocus naval opéré par la coalition menée par l'Arabie saoudite au Yémen. Ce blocus, qui limite les livraisons de nourriture, est accusé de participer à une « stratégie de la famine », écrit la cellule d'investigation de Radio France,.